# Jaroslav Kopecký (plavec)
Jaroslav Kopecký (9. srpna 1874 Praha – 5. července 1929 Zbraslav) byl všestranný český sportovec, který je držitelem prvního mistrovského titulu v plavání z roku 1895.
Patřil k průkopníkům závodního plavání v Čechách. Závodil za pražský klub AC Praha 1890. V srpna 1895 pořádal klub AC Praha první oficiální závod na českém území v plavání o titul mistra Čech na 1000 m. Plavalo se ve Vltavě mezi Střeleckým ostrovem a Slovanským ostrovem tam a zpátky. Závod vyhrál v čase 24:15,0 před klubovým kolegou Alfredem Nikodémem a stal se držitelem prvního titulu mistra Čech v plavání.
Po vzniku samostatného Československa v roce 1918 podnikal. Byl spolunájemcem plovárny na Slovanském ostrově. V roce 1929 měl mozkovou příhodu, ze které se zotavoval na Zbraslavi. Zemřel počátkem července téhož roku.